# Rue Royale (Lyon)
Pour les articles homonymes, voir Rue Royale.
La rue Royale est une rue située dans le 1er arrondissement de Lyon, en France. Principale rue du quartier à l'époque de sa création, elle commence entre la place Michel-Servet et la rue de Provence et finit en rejoignant la Grande rue des Feuillants. Il existe de nombreuses traboules fermées qui relient la rue avec le quai André-Lassagne et la rue d'Alsace-Lorraine. Ce site est desservi par la station de métro Croix-Paquet.

## Histoire
Au moment de son ouverture en 1740, la rue Royale était la principale rue et la plus agréable du quartier Tolozan créé par Jacques-Germain Soufflot, les autres rues de ce quartier étant la rue Dauphine, la rue de Berri et la rue de Provence,. Beaucoup de riches marchands commencèrent alors à s'installer dans la rue et de nombreux restaurants s'ouvrirent. À l'origine, la rue était un peu plus longue, mais la partie nord a été démolie au milieu du XXe siècle dans le but de permettre la sortie du Tunnel de la Croix-Rousse. Au début de la rue, il y avait un établissement de bains célèbre appelé « Le Clavecin », construit par Gary. 
Après la mort du roi de France Louis XIV, la rue est nommée rue de la Convention (attesté en 1792), puis rue de la Démocratie (1848) pendant un temps court, et rue Nationale en 1849. Elle est renommée rue Royale par arrêté du maire du 12 janvier 1852.

## Résidents célèbres
- En 1792, Antoine Nivière-Chol (1744-1817), maire de Lyon sous la Révolution[5].
- Édouard Ganche (1880-1945), musicologue et biographe de Chopin, vécut au numéro 5, dans l'immeuble dit «des têtes», du milieu des années 1920 à sa mort. Il y posséda l'une des collections chopéniennes privées les plus importantes au monde à l'époque[6].

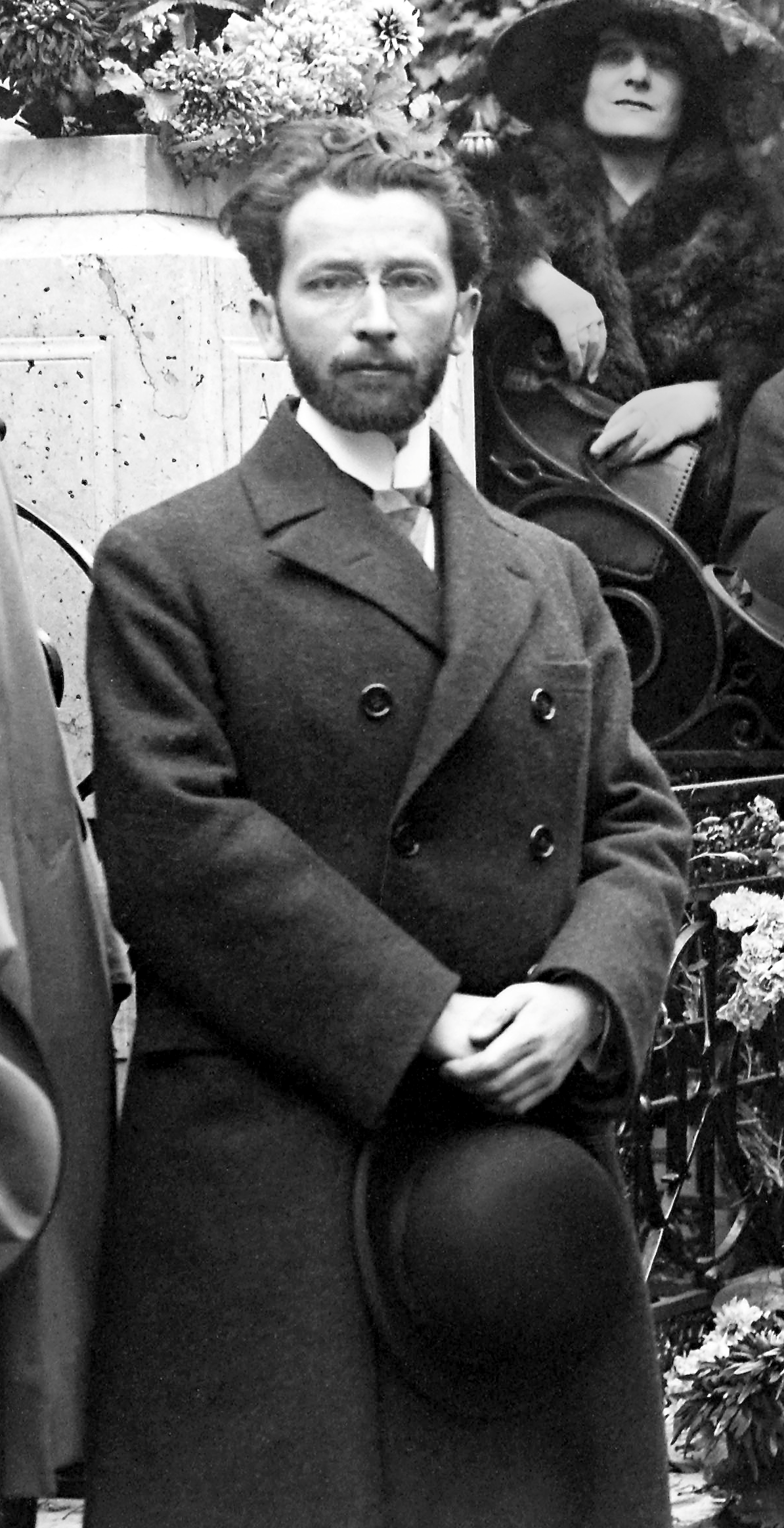
Édouard Ganche.
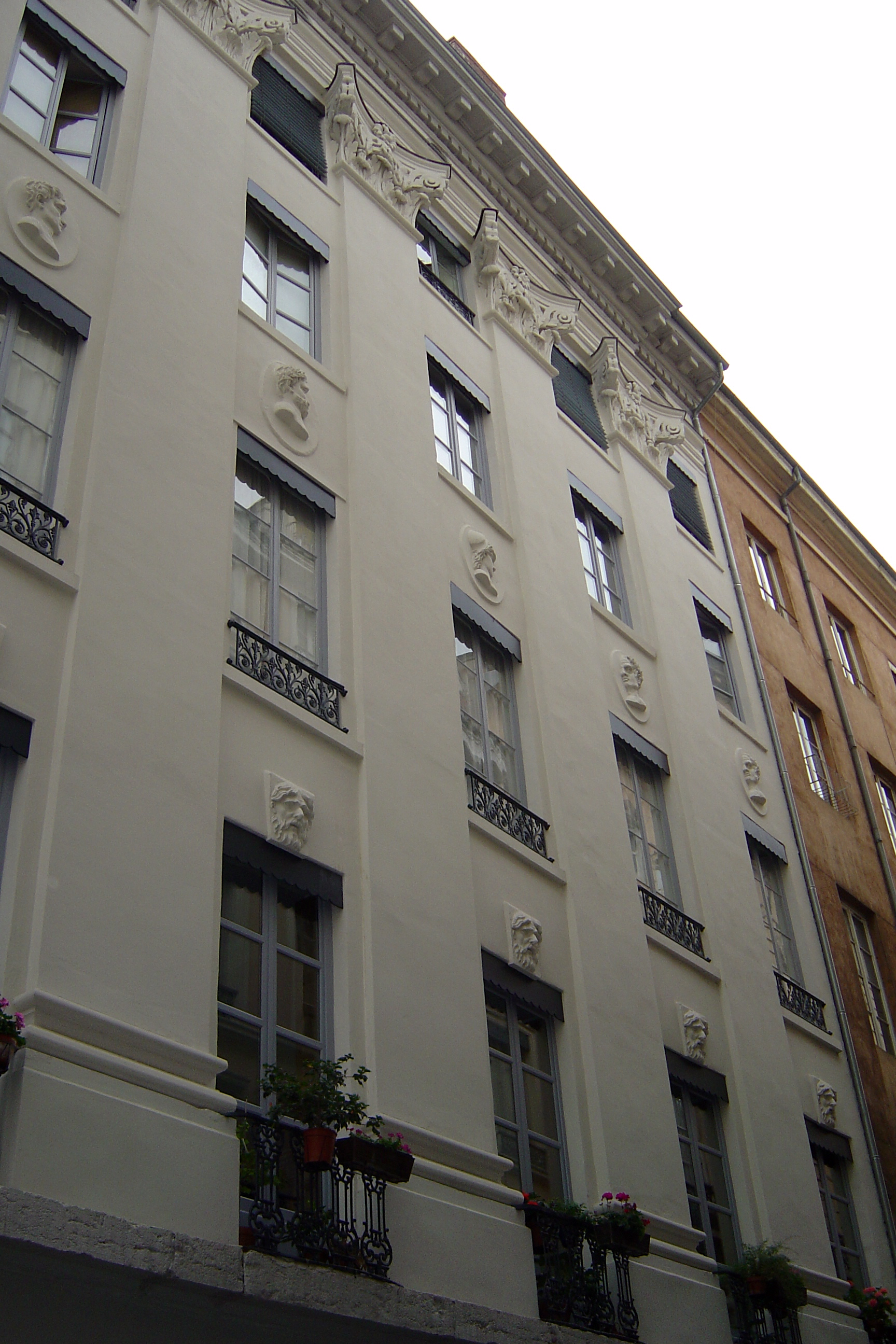
Le 5 rue Royale.

## Description
Cette rue est célèbre pour abriter, au numéro 12 de la rue, le restaurant La Mère Brazier à l'origine tenu par Eugénie Brazier, considéré comme un haut-lieu de la gastronomie lyonnaise ; arrivée à Lyon en 1914, elle ouvrit son restaurant en 1921, lequel devint le premier trois étoiles décerné à une femme par Michelin (de 1933 à 1939), et fut racheté en 2007 par Mathieu Viannay. En 2003, la municipalité a rebaptisé la rue Marceau, perpendiculaire à la rue Royale, à l'angle desquelles se trouve le restaurant, en rue Eugénie-Brazier, à l'occasion des quatre-vingt ans du restaurant.
Située au pied des pentes de la Croix-Rousse, de nombreuses maisons de soierie installèrent dans cette rue leurs sièges ; par exemple la Maison Baboin, spécialisée dans la fabrication de soierie et de tulle de soie (Lyon, Drôme, Ardèche) était aux numéros 29, 30 et 31 de la rue Royale vers 1838. Un cabinet d'architecture, une boîte de nuit et le Théâtre de l'Anagramme sont également installés dans la rue.
Du point de vue de l'architecture, la rue Royale est bordée par des immeubles de cinq étages et des maisons faite en pierres de grès, lesquelles sont signées. Il y a plusieurs portes monumentales, la plupart d'entre elles étant peintes. Le dernier bâtiment à l'ouest, a seulement un étage avec une terrasse sur le toit.

## Traboules
La rue compte 14 traboules, la plupart d'entre elles étant ouvertes et directes (celles des numéros 11, 29, 31 et 33 sont courbes) : au numéro 5, trois entrées avec cinq médaillons, portes en verre teintées, sculptures de têtes et de lions accroupis, lanternes et vases peints ; au numéro 11, trois balcons métalliques et des plantes dans la cour ; au numéro 15, cour triangulaire avec trois balcons ; au numéro 17, grande porte ; au numéro 21, entrée élevée et cour avec deux colonnes ; au numéro 23, porte du XVIIIe siècle ; aux numéros 25-27, cour restaurée et grande porte avec façade repeinte ; au numéro 29, haute fontaine avec pendule inusité surmonté d'une Vierge à l'Enfant ; au numéro 31, petite cour vitrée et balcons de pierre ; au numéro 33, entrée de style Louis XVI.